# 20 Leonis Minoris

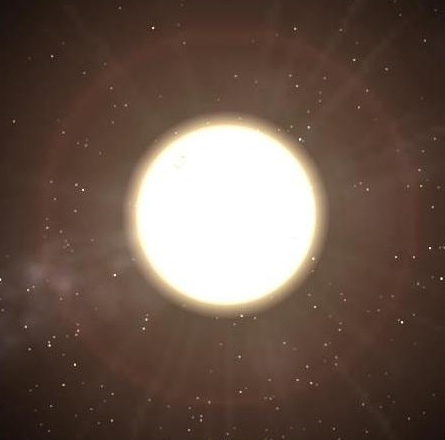
Impresión artística de estrella amarilla.

20 Leonis Minoris (20 LMi / HD 86728 / HR 3951) es una estrella binaria en la constelación de Leo Minor situada en el límite con Leo. De magnitud aparente +5,40, 
se encuentra a 48,6 años luz de distancia del sistema solar.
La estrella principal del sistema, 20 Leonis Minoris A (Gliese 376 A / GJ 376 A), es una enana amarilla de tipo espectral G3Va.
Tiene una temperatura efectiva de 5740 K y su radio es un 20% más grande que el radio solar.
Es un 50% más luminosa que el Sol y posee una masa estimada ligeramente mayor que la masa solar.
Muestra una abundancia relativa de hierro más elevada que en el Sol ([Fe/H] = +0,20). Su velocidad de rotación de 3 km/s es algo mayor que la del Sol y puede tener una edad aproximada de 6900 millones de años. Sus características físicas, similares a las de nuestra estrella, hacen de ella un análogo solar.
La estrella acompañante, 20 Leonis Minoris B (Gliese 376 B / GJ 376 B), es una tenue enana roja de tipo M6.5. Visualmente a algo más de 2 minutos de arco, el movimiento propio común de ambas estrellas indica que están asociadas. Es una enana roja activa, aunque se piensa que no es una estrella fulgurante. Demasiado brillante para su tipo espectral, la aparente discrepancia puede explicarse si 20 Leonis Minoris B fuera una binaria con ambas componentes casi iguales, lo que explicaría también el alto nivel de actividad.